# Giorgio Ferretti

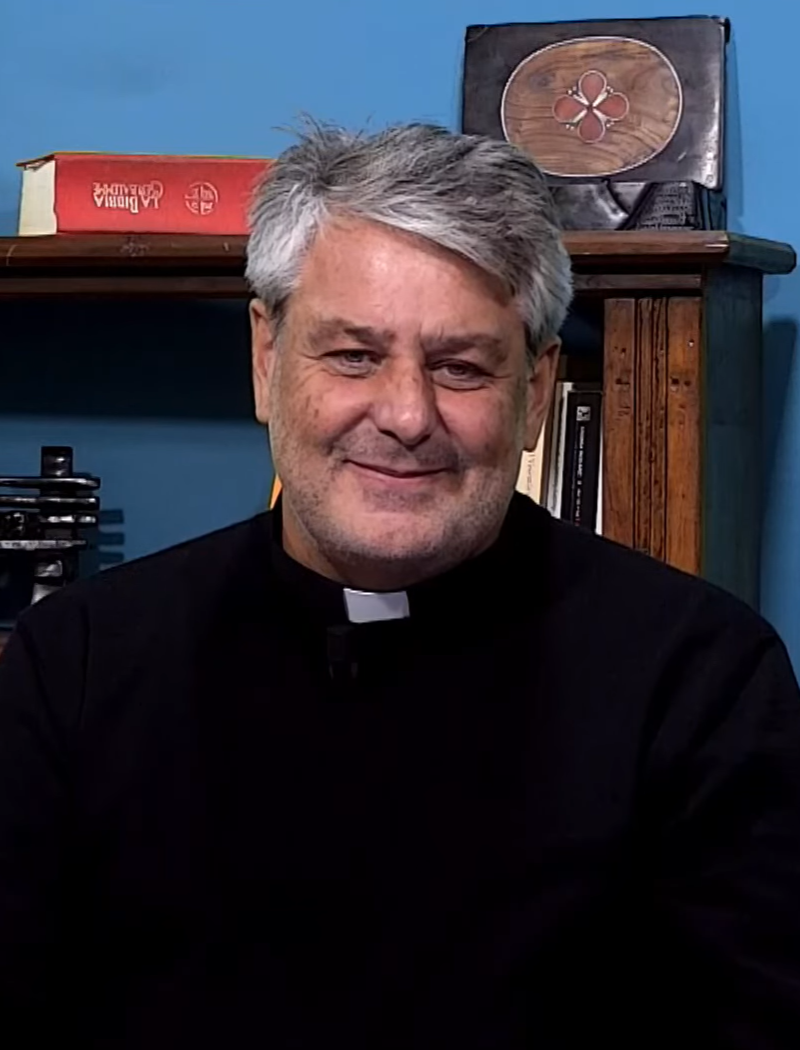
Giorgio Ferretti, 2023

Wappen von Giorgio Ferretti

Giorgio Ferretti (* 27. November 1967 in Genua) ist ein italienischer Geistlicher und römisch-katholischer Erzbischof von Foggia-Bovino.

## Leben
Giorgio Ferretti studierte Philosophie an der Universität Genua und arbeitete anschließend als Religionslehrer in seiner Geburtsstadt. Nach weiteren Studien an der Päpstlichen Universität Urbaniana erwarb er das Lizenziat in Dogmatik. Am 6. November 2004 empfing er als Mitglied der Gemeinschaft Sant’Egidio das Sakrament der Priesterweihe für das Bistum Frosinone-Veroli-Ferentino.
Von 2004 bis 2008 arbeitete er an der römischen Basilika Santa Maria in Trastevere in der Seelsorge mit. Ab 2005 war er außerdem Verantwortlicher der Gemeinschaft für die Beziehungen nach Südafrika, Lesotho, Swasiland und Botswana. Von 2008 bis 2016 war er persönlicher Sekretär des Bischofs von Frosinone-Veroli-Ferentino, Ambrogio Spreafico, und von 2009 bis 2016 außerdem Leiter des Diözesanamts für den Ökumenismus und den interreligiösen Dialog sowie Mitglied des Diözesanpastoralrats. Als kirchlicher Assistent begleitete er von 2010 bis 2016 die Vereinigung Katholischer Ärzte in der Provinz Frosinone und von 2012 bis 2016 den Pfadfinderverband Associazione Scout d’Europa. Von 2013 bis 2016 war er zusätzlich Pfarrer an der Kathedrale Santa Maria Assunta sowie an den Kirchen Sanctissima Annunziata und San Benedetto in Frosinone. Von 2014 bis 2016 war er zudem Verantwortlicher für die Armenhilfe im Bistum. 2017 ging er als Fidei-donum-Priester nach Mosambik und war Dompfarrer an der Kathedrale Nossa Senhora da Conceição des Erzbistums Maputo sowie Mitglied des Priesterrats.
Papst Franziskus ernannte ihn am 18. November 2023 zum Erzbischof von Foggia-Bovino. Der Erzbischof von Bologna, Matteo Maria Kardinal Zuppi spendete ihm am 9. Dezember desselben Jahres in der Lateranbasilika in Rom die Bischofsweihe. Mitkonsekratoren waren der Substitut des Staatssekretariats und ehemalige Apostolische Nuntius in Mosambik, Erzbischof Edgar Peña Parra, der Bischof von Frosinone-Veroli-Ferentino, Ambrogio Spreafico, der emeritierte Bischof von Terni-Narni-Amelia, Kurienerzbischof Vincenzo Paglia, und sein Vorgänger als Erzbischof von Foggia-Bovino, Vincenzo Pelvi. Die Amtseinführung in Foggia fand am 14. Januar 2024 statt.